# Калмыцкая кухня

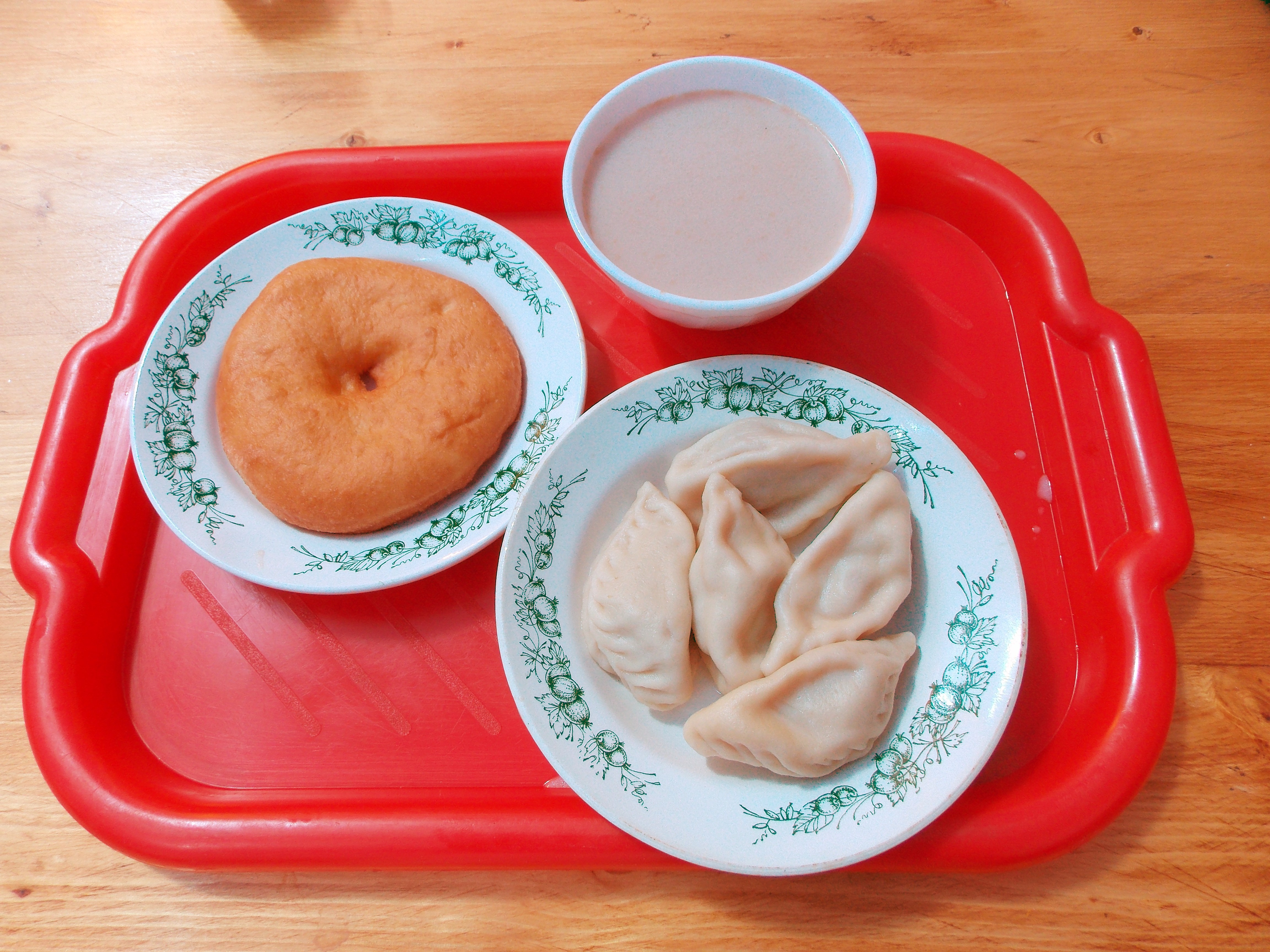
Калмыцкий чай, бёрики и борциг

Калмыцкая кухня — традиционная кухня калмыков, народа, населяющего Калмыкию.

## Описание
Калмыцкая кухня несёт в себе отпечаток кочевого скотоводческого быта калмыков, соседних этносов и не отличается большим разнообразием.
Основными ингредиентами калмыцкой кухни являются молоко, и, как правило, отваренное или жареное мясо (баранина, говядина, реже свинина, вопреки слухам[каким?], также употребляется конина). Блюда калмыцкой кухни широко распространены и в настоящее время среди калмыцкого народа и являются неотъемлемой частью его культурной и материальной традиции.
Там, где калмыки жили у водных источников, преобладали рыбные блюда.

## Традиционные блюда

### Мясные блюда
Калмыки варили мясной бульон, приправляя его сырым репчатым луком (махн-шөлтәһән или просто махн), лапшу с мясом и луком (калм. хурсн-махн-гуйртәһән), бёреки (калм. Бөрг), в просторечии бёреки — крупные пельмени со стрельчатым швом сверху, популярен дотр — тушёные мелко нарезанные внутренности скота, запекали мясо в желудке барана в ямочном костре (күр).

### Молочные блюда
В калмыцкой кухне разнообразны блюда из молока — сыр, творог, сметана, простокваша из коровьего молока и кумыс из кобыльего. Из молока изготавливается молочнокислый продукт чигян (среднее между кефиром и простоквашей), боз (гуща после переработки калмыцкой водки архи). Чигян считался полезной и лечебной пищей — его часто использовали в лечебных целях. Горячий боз смешивался с молоком, и получался продукт хёёремг. Если дождаться, когда из хёёмрега отделится сыворотка, то на дне посуды образовывалась творожистая питательная масса — ээдемг. Из творога изготавливается сала шююрюмг — сушеный творог, размером с детский кулак, и хурсан — сушеный творог в виде лепёшек.

### Десерты

#### Мучные изделия
Распространённые мучные изделия — пресные лепёшки жаренные в бараньем жиру: борцог (калм. Боорцг) — лепёшки различной формы и размера, цельвег — тонкая лепёшка, обжаренная в кипящем масле или жиру, в некоторой степени похожа на блины.

#### Булмг
Густой десерт из уваренной сметаны, сливочного масла, свежих яблок, варенья, муки и сахара. 

#### Напитки
Повседневным напитком калмыков был калмыцкий чай — чай с молоком, маслом, солью, мускатным орехом и лавровым листом, он утолял жажду в жару, согревал в холод. Особым видом калмыцкого чая является «хуурдңг цә» (хурдынг ця) — чай с добавлением поджаренной муки.
Алкогольным напитком была молочная водка 'әрк '(арака).